# Кверчола (Болоња)
Кверчола (итал. Querciola) је насеље у Италији у округу Болоња, региону Емилија-Ромања.
Према процени из 2011. у насељу је живело 117 становника. Насеље се налази на надморској висини од 824 м.